# Angry Chair
Angry Chair – trzeci singiel amerykańskiego zespołu muzycznego Alice in Chains, promujący opublikowany we wrześniu 1992 album studyjny Dirt. Utwór w amerykańskim wydaniu płyty został zamieszczony na przedostatniej, dwunastej pozycji. Czas trwania wynosi 4 minuty i 48 sekund. Autorem tekstu i kompozytorem jest Layne Staley, co stanowi jeden z trzech wyjątków w dyskografii grupy, którego jest on twórcą. Pozostałe dwie kompozycje to „Hate to Feel” i „Head Creeps”. Singel został wydany w kilku wersjach, w tym także w rozszerzonym wydaniu.

## Historia nagrywania
Kompozycje „Angry Chair” i „Hate to Feel” zostały przyniesione przez Layne’a Staleya w wersjach instrumentalnych w trakcie sesji do albumu studyjnego Dirt (1992). Według producenta Dave’a Jerdena robocze tytuły obydwu utworów brzmiały „Rock On” i „Rockmanoff” lub „Rockmanoff I” i „Rockmanoff II”. Podczas nagrań powstał problem wynikający z podobnych nazewnictw. Gdy członkowie zespołu przystąpili do pracy nad drugą z kompozycji, inżynier dźwięku Bryan Carlstrom omyłkowo o mało co nie wymazał partii wokalnych z pierwszego utworu. Przed rozpoczęciem procesu obróbki cyfrowej Pro Tools sprawdził taśmę, dzięki czemu uniknięto błędu. Od 24 do 26 czerwca Staley zarejestrował partie śpiewu i wraz z Jerrym Cantrellem dograł gitary.

## Analiza

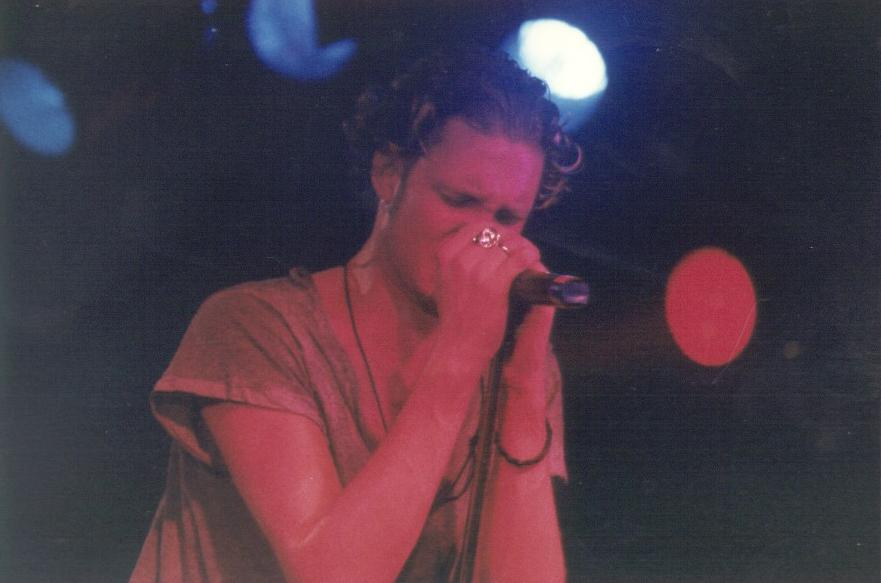
Autor utworu Layne Staley (1992)

Warstwa liryczna napisana przez Staleya, mająca mroczny, ponury, przygnębiający i emocjonalny charakter, opowiada o uzależnieniu narkotykowym. Jeden z recenzentów określił ją jako „rozlanie najciemniejszych emocji i stanu psychicznego” oraz „uczucie uwięzienia”. Niekiedy sądzono, iż tytuł utworu odnosi się do okresu wczesnego dzieciństwa Staleya, który za nieposłuszne zachowanie, w ramach kary sadzany był przez swojego ojca na krześle przed lustrem. Wers: „Stomach hurts and I don’t care” opisuje nudności spowodowane zażywaniem heroiny, natomiast fragment: „Get on your knees, time to pray, boy” odnosi się do zdarzenia, w którym mały chłopiec w rozpaczliwy sposób płaci za swoją pomyłkę. Stanowi to nawiązanie do sytuacji, gdy Staley jest „torturowany” przez swój nałóg.
Cantrell w wywiadzie dla brytyjskiego miesięcznika „Metal Hammer” odniósł się do interpretacji warstwy lirycznej: „Tekst mówi o człowieku, który ma problemy z narkotykami oraz zbyt rozrywkowym trybem życia. W tej piosence ukazany jest wybór jaki później pozostaje człowiekowi – żyć albo umrzeć”. W rozmowie z magazynem „Request” muzyk przyznał: „Opowieść o osobie, która zajmuje się gównianą stroną bycia uzależnionym od narkotyków, to złożone z nas, z dużej ilości ludzi. Gwiazdy z naiwnego punktu widzenia – seks, narkotyki i rock and roll – a potem świadomość, że to nie jest odpowiedź”. Gillan G. Gaar z czasopisma „Goldmine” tematykę warstwy lirycznej opisuje jako „frustrację”.
„Angry Chair” został skomponowany według niskiego schematu strojenia E, obniżonym o pół tonu w dół. Posiada dwa główne riffy. Charakterystyczne „opóźnienia” harmonii wokalnej w zwrotkach nagrano w trzech warstwach i wykonano przy pomocy efektu odzwierciedlenia dźwięku (począwszy od otwierającego wersu: „Sitting on an angry chair…” zastosowano szesnaście ścieżek wokalu). Ned Raggett z serwisu AllMusic określił je jako „złowieszcze echa o nadciągającej zagładzie”. W początkowej fazie śpiew Staleya utrzymywany jest w łagodnym tonie, podobnie jak brzmienie parti gitar. Przed wykonaniem refrenów, utwór zyskuje na większej agresywności. „Angry Chair” charakteryzuje się dynamiczną solową grą Cantrella oraz harmonią wokalną, występującą w refrenach, między śpiewem prowadzącym Staleya a wokalem wspierającym Cantrella. Muzyk nie był zadowolony ze swojej partii solowej. „Zasadniczo gdy tworzę solówki, po prostu puszczamy rolkę taśmy i improwizuję dopóki nie pojawi się zasadnicza idea. Myślałem, że ta jest nieudana i zacząłem tworzyć inną, lecz wszyscy zaczęli skakać i mówić, że «to jest świetne, to jest to!», ja na to, że «nie ma k**wa mowy!» Więc zawrzeliśmy układ: nagrałem kilka innych rozwiązań, ale zachowaliśmy oryginał. Layne nalegał, że pierwsze solo było najlepsze, choć myślałem, że była to najbardziej gówniana rzecz jaką kiedykolwiek zrobiłem” – wspominał. Gitarzysta w wywiadzie dla „Guitar World” wyraził duże uznanie dla Staleya za samodzielne skomponowanie dwóch utworów.

## Teledysk
Teledysk do „Angry Chair” w reżyserii Matta Mahurina został opublikowany w grudniu 1992. Zdjęcia realizowano w Nowym Jorku. W wideoklipie została użyta między innymi małpiatka galago senegalski, która siedzi na ramieniu Staleya. Teledysk dostępny jest na płycie kompilacyjnej Music Bank: The Videos (1999).

## Wydanie
Singel „Angry Chair” został opublikowany 3 grudnia 1992 nakładem wytwórni Columbia. Ukazał się on dodatkowo w dwóch rozszerzonych wersjach, wzbogaconych o koncertowe wersje utworów „Bleed the Freak” i „It Ain’t Like That” (pochodzących z debiutanckiego albumu studyjnego Facelift; 1990) oraz „Hate to Feel” (z płyty Dirt), zarejestrowanych 2 marca w Barrowland Ballroom w Glasgow w ramach Down in Your Hole Tour. 24 maja 1993 singel został wydany w Wielkiej Brytanii.
W późniejszym czasie „Angry Chair” został zamieszczony na wszystkich czterech kompilacyjnych albumach zespołu – Nothing Safe: Best of the Box (także w wersji koncertowej na limitowanej edycji wydanej przez Best Buy), Music Bank (1999), Greatest Hits (2001) oraz The Essential Alice in Chains (2006). Koncertowe zapisy utworu znalazły się na płytach Unplugged (1996) i Live oraz na stronach B singli „Heaven Beside You” (1996) i „Get Born Again” (1999).

## Odbiór

### Krytyczny
Ned Raggett z AllMusic charakter utworu określił jako „mrok gotycki”. Autor przyznał, że „Staley z Cantrellem wciąż potrafią zaskakiwać oraz w sposób niebywale trafiony przekształcać swoje utwory w coś spektakularnego”. Wyraził również pochlebną opinię o stylu riffowania przez Cantrella, który opisał mianem „dramatycznego i nieustępliwego”. Michael Christopher z czasopisma on-line PopMatters zwrócił uwagę na fakt, że „Angry Chair” jest wyraźną próbą skonfrontowania się Staleya z jego własnym wewnętrznym bólem i demonami. Holly George-Warren z „Rolling Stone’a”, w biografii zespołu podkreśliła, że w utworze wyraźnie słychać jest rodzaj autodestrukcji i zmęczenia psychicznego. Dziennikarz Greg Kot, w opublikowanej w 2004 książce New Rolling Stone Album Guide, zaznaczył, że Staley w tekście między innymi do „Angry Chair” „destyluje swoją autodestrukcyjną postawę z chłodną beztroską”. James McNair na łamach magazynu „Q” przyznał, że praca gitar w „Angry Chair” charakteryzuje się „mieszanką wczesnego Black Sabbath z Led Zeppelin”.

### Komercyjny
30 stycznia 1993 utwór zadebiutował na 35. lokacie Album Rock Tracks, notowaniu opracowywanym przez tygodnik „Billboard”. 20 lutego, po czterech tygodniach, uplasował się na 34. pozycji. W sumie na wspomnianej liście przebojów notowany był przez pięć tygodni. Także 30 stycznia utwór „Angry Chair” zadebiutował na 29. miejscu w zestawieniu „Billboardu” Modern Rock Tracks. 6 lutego singel awansował o dwie lokaty w górę. Na liście spędził łącznie trzy tygodnie. 3 czerwca „Angry Chair” zadebiutował na 28. miejscu irlandzkiego zestawienia Top 100 Singles, gdzie utrzymał się przez tydzień. 5 czerwca singel uplasował się na 33. pozycji brytyjskiej listy Official Singles Chart Top 75. 19 czerwca utwór Alice in Chains został sklasyfikowany na 79. miejscu listy European Hot 100, opracowywanej na podstawie sprzedaży singla w piętnastu krajach Europy.

## Utwór na koncertach
„Angry Chair” zadebiutował w trakcie występu w The Evergreen State College na terenie miasta Olympia 27 sierpnia 1992, w ramach przedpremierowej mini trasy Shitty Cities Tour, poprzedzającej tournée Down in Your Hole Tour. Regularnie prezentowany był podczas koncertów zespołu w latach 90. Obok „Hate to Feel”, „Angry Chair” był jedną z dwóch kompozycji, podczas których na gitarze rytmicznej grał Staley. Od momentu reaktywacji grupy w 2005, „Angry Chair” często grany jest podczas występów. W trakcie koncertu w Austin 29 września 2007 w ramach Acoustic Hour, będącego częścią 2007 North American Tour, utwór został wykonany w wersji akustycznej z gościnnym udziałem Scotta Weilanda.

## Lista utworów na singlu
singel CD (CSK 4840):
| Nr | Tytuł utworu  | Autorzy      | Długość |
| -- | ------------- | ------------ | ------- |
| 1. | „Angry Chair” | Layne Staley | 4:48    |

singel CD (XPCD 281):
| Nr | Tytuł utworu                   | Autorzy        | Długość |
| -- | ------------------------------ | -------------- | ------- |
| 1. | „Angry Chair” (wersja radiowa) | Layne Staley   | 4:12    |
| 2. | „I Know Somethin’ (‘Bout You)” | Jerry Cantrell | 4:22    |
|    |                                |                | 8:34    |

singel CD (658916 1):
| Nr | Tytuł utworu  | Autorzy  | Długość |
| -- | ------------- | -------- | ------- |
| 1. | „Angry Chair” | Staley   | 4:48    |
| 2. | „Brother”     | Cantrell | 4:27    |
|    |               |          | 9:15    |

Limited Edition 4 Track Picture CD (659365 2):
| Nr | Tytuł utworu                             | Autorzy                             | Długość |
| -- | ---------------------------------------- | ----------------------------------- | ------- |
| 1. | „Angry Chair”                            | Staley                              | 4:48    |
| 2. | „I Know Somethin’ (‘Bout You)”           | Cantrell                            | 4:22    |
| 3. | „It Ain’t Like That” (wersja koncertowa) | Cantrell • Mike Starr • Sean Kinney | 4:40    |
| 4. | „Hate to Feel” (wersja koncertowa)       | Staley                              | 5:35    |
|    |                                          |                                     | 19:25   |

winyl 7” (659365 7):
| Nr | Tytuł utworu                   | Autorzy  | Długość |
| -- | ------------------------------ | -------- | ------- |
| 1. | „Angry Chair”                  | Staley   | 4:48    |
| 2. | „I Know Somethin’ (‘Bout You)” | Cantrell | 4:22    |
|    |                                |          | 9:10    |

winyl 12” (01-659365-20):
| Nr | Tytuł utworu                             | Autorzy                   | Długość |
| -- | ---------------------------------------- | ------------------------- | ------- |
| 1. | „Angry Chair”                            | Staley                    | 4:48    |
| 2. | „I Know Somethin’ (‘Bout You)”           | Cantrell                  | 4:22    |
| 3. | „Bleed the Freak” (wersja koncertowa)    | Cantrell                  | 4:07    |
| 4. | „It Ain’t Like That” (wersja koncertowa) | Cantrell • Starr • Kinney | 4:40    |
|    |                                          |                           | 17:57   |

## Personel
Opracowano na podstawie materiału źródłowego:
|  | Alice in Chains - Layne Staley – śpiew, gitara rytmiczna - Jerry Cantrell – gitara prowadząca, wokal wspierający - Mike Starr – gitara basowa - Sean Kinney – perkusja | Produkcja - Producent muzyczny: Dave Jerden - Inżynier dźwięku: Bryan Carlstrom - Miksowanie: Dave Jerden w Eldorado Recording Studios, Los Angeles, asystent: Annette Cisneros - Mastering: Steve Hall i Eddy Schreyer w Future Disc, Hollywood |

## Interpretacje
- Polski zespół Rootwater na albumie studyjnym Under z 2004[49].
- Amerykański zespół Dritt Skit na minialbumie Arachnid Assailant (2015)[50].
- Członkowie Soundgarden, Ben Shepherd, Kim Thayil i Matt Cameron, oraz Meagan Grandall, Mike McCready (Pearl Jam) i Tad Doyle (wokalista TAD) wykonali cover utworu podczas internetowej ceremonii uhonorowania Alice in Chains przez Museum of Pop Culture nagrodą Founders Award 1 grudnia 2020[51].

## Notowania
| Lista (1993)                                    | Pozycja |
| ----------------------------------------------- | ------- |
| Australia Alternative Top 20 Chart (Australia)  | 11      |
| Album Rock Tracks (Stany Zjednoczone)           | 34      |
| European Hot 100 (Europa)                       | 79      |
| Modern Rock Tracks (Stany Zjednoczone)          | 27      |
| Official Singles Chart Top 75 (Wielka Brytania) | 33      |
| Top 100 Singles (Irlandia)                      | 28      |